# Гаусрат, Адольф
Адольф Гаусрат (13 января 1837, Карлсруэ — 2 августа 1909, Гейдельберг) — германский протестантский богослов и историк, духовный писатель.

## Биография
Адольф Гаусрат родился в семье проповедника, высшее богословское образование получил в Гёттингене, Берлине, Йене и Гейдельберге. В 1861 году получил степень доктора богословия в Берлине, затем год служил викарием в Гейдельберге, в 1862 году габилитировался. С 1864 года состоял асессором при совете протестантских церквей в Карлсруэ, с 1867 года был экстраординарным, а с 1872 года — ординарным профессором Нового Завета и церковной истории в Гейдельбергском университете. В 1889 году представлял Гейдельбергский университет в Первой палате баденского парламента. Был одним из создателей Немецкой протестантской ассоциации.

## Мировоззрение
Гаусрат придерживался либеральных взглядов в отношении политики и церкви. В своих главных трудах, отчасти относящихся к тюбингенской школе, — «Der Apostel Paulus» (Гейдельберг, 1872), «Neutestamentliche Zeitgeschichte» (1870 и последующие); «David Strauss u. die Theologie seiner Zeit» (1876—1878), — он соединял научный подход с живым изложением. Гаусарт развивал идеи Баура о столкновении и примирении фракций внутри ранней Церкви.

## Сочинения
Не владея научными приемами представителей тюбингенской школы, Гаусарт приобрел популярность ярко написанными биографиями и историческими романами. В сочинении "Средневековые реформаторы", по словам самого автора, он написал "светский мартиролог, который не замалчивает и ошибок героев и представляет их без ореола святости", но благодаря этому, по мнению Гаусрата, их судьбы вызывают большее участие читателей. В этой работе Гаусрат рассказывает об П. Абеляре, Арнольде Брешианском и его последователях, Франциске Ассизском, Сегарелли Герардо (основателе секты апостоликов) и его ученике и последователе Дольчино.
- Средневековые реформаторы: Пьер Абеляр, Арнольд Брешианский / Пер. с нем. — 2-е изд., М.: Либроком, 2011. — 379 с. — (Академия фундаментальных исследований: история) — ISBN 978-5-397-02423-5
- Средневековые реформаторы: Арнольдисты,Вальденцы, Франциск Ассизский, Сегарелли, Дольчино / Пер. с нем. — 2-е изд., М.: Либроком, 2012. — 328 с. — (Академия фундаментальных исследований: история) — ISBN 978-5-397-02425-9
- «Апостол Павел» («Der Apostel Paulus», Heidelberg, 1865);
- «История новозаветного времени» («Neutestamentliche Zeitgeschichte», Bd.1-2, Heidelberg, 1868-74);
- «Иисус и новозаветные писатели» («Jesus und die neutestamentlichen Schriftsteller», Bd.1-2, B., 1908-09) [2]

### Под псевдонимом Джордж Тейлор
- Нравоучительный роман  «Antinous» (1880, выдержал пять изданий);
- исторический роман «Klytia» (1883, из истории XVI века);
- исторический роман «Jetta» (1884, о жизни эмигрантов);
- «Elfriede» (романс о Рейне).